# Episodi de I Colby (prima stagione)
La prima stagione del telefilm I Colby è andata in onda negli USA dal 20 novembre 1985 al 22 maggio 1986 sul canale ABC. In Italia è stata trasmessa dalla rete privata Canale 5 tra il 23 gennaio 1987 e il 15 marzo 1988.
| nº | Titolo originale      | Titolo italiano            | Prima TV USA     | Prima TV Italia  |
| -- | --------------------- | -------------------------- | ---------------- | ---------------- |
| 1  | The Celebration       | Ritorno in famiglia        | 20 novembre 1985 | 23 gennaio 1987  |
| 2  | Conspiracy Of Silence | La congiura del silenzio   | 27 novembre 1985 | 30 gennaio 1987  |
| 3  | Moment Of Truth       | Il momento della verità    | 28 novembre 1985 | 6 febbraio 1987  |
| 4  | Family Album          | Album di famiglia          | 5 dicembre 1985  | 13 febbraio 1987 |
| 5  | Shadow Of The Past    | L'ombra del passato        | 12 dicembre 1985 | 20 febbraio 1987 |
| 6  | A House Divided       | Una casa divisa            | 19 dicembre 1985 | 27 febbraio 1987 |
| 7  | The Reunion           | La riunione                | 26 dicembre 1985 | 6 marzo 1987     |
| 8  | Fallen Idol           | Crollo di un idolo         | 2 gennaio 1986   | 13 marzo 1987    |
| 9  | The Letter            | La lettera                 | 9 gennaio 1986   | 20 marzo 1987    |
| 10 | The Turning Point     | La svolta decisiva         | 16 gennaio 1986  | 27 marzo 1987    |
| 11 | Thursday's Child      | Il grande dubbio           | 30 gennaio 1986  | 10 aprile 1987   |
| 12 | The Pact              | Il patto                   | 6 febbraio 1986  | 17 aprile 1987   |
| 13 | Fallon's Choice       | La scelta di Fallon        | 13 febbraio 1986 | 24 aprile 1987   |
| 14 | The Trial             | Il processo                | 20 febbraio 1986 | 1º maggio 1987   |
| 15 | Burden Of Proof       | Prova schiacciante         | 27 febbraio 1986 | 8 maggio 1987    |
| 16 | My Father's House     | La casa del padre          | 6 marzo 1986     | 15 maggio 1987   |
| 17 | The Outcast           | L'esiliato                 | 13 marzo 1986    | 22 maggio 1987   |
| 18 | The Wedding           | Il matrimonio              | 20 marzo 1986    | 29 maggio 1987   |
| 19 | The Honeymoon         | La luna di miele           | 27 marzo 1986    | 5 giugno 1987    |
| 20 | Double Jeopardy       | Doppio rischio             | 10 aprile 1986   | 12 febbraio 1988 |
| 21 | A Family Affair       | Un affare di famiglia      | 17 aprile 1986   | 19 febbraio 1988 |
| 22 | The Reckoning         | La resa dei conti          | 1º maggio 1986   | 26 febbraio 1988 |
| 23 | Anniversary Waltz     | Anniversario di matrimonio | 15 maggio 1986   | 8 marzo 1988     |
| 24 | Checkmate             | Scacco matto               | 22 maggio 1986   | 15 marzo 1988    |